# Пономаренко Лариса Олександрівна
Пономаренко Лариса Олександрівна (нар. 28 квітня 1977) — українська волейболістка, майстер спорту України міжнародного класу. Бронзова призерка Літніх Паралімпійських ігор 2012 року.
Займається у секції волейболу Дніпропетровського обласного центру «Інваспорт».